# Cleavant Derricks (Songwriter)
Reverend Cleavant Derricks (* 13. Mai 1910 in Chattanooga; † 1977) war ein Pastor und Chordirektor verschiedener Kirchengemeinden afroamerikanischer Baptisten in den USA. Außerdem schrieb er über 300 Gospel-Songs. Er hatte zwei Söhne, die Zwillinge Cleavant Derricks, jun. und Clinton Derricks-Caroll.